# Казинс, Сэмюэл

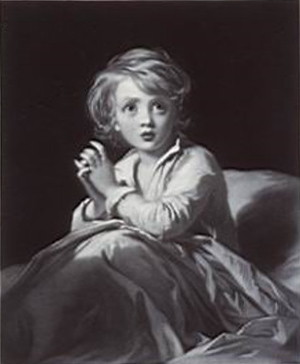
«Говори, Господи, ибо слышит раб Твой» (по Джеймсу Сенту, 1854)

Сэмюэл Казинс (англ. Samuel Cousins; 9 мая 1801[…], Эксетер — 7 мая 1887[…], Лондон) — английский гравёр.

## Биография
Казинс родился в Эксетере. Является одной из самых важных фигур в истории британской гравюры. Известен, главным образом, гравюрами по живописным произведениям Томаса Лоуренса, Джона Эверетта Милле, Эдвина Ландсира.
В 1882 году в Лондоне состоялась прижизненная персональная выставка работ Казинса.
С 1885 году член Королевской академии художеств. завещал 15 000 фунтов стерлингов на выплату ежегодных пособий для художников-пенсионеров.
Казинс скончался в Лондоне холостым в 1887 году.